# Drenova (Prnjavor)
Drenova (szerbül: Дренова), település Bosznia-Hercegovinában, a Bosanska Krajina és a Bosanska Posavina közötti átmeneti területen, Prnjavor község területén, a Szerb Köztársaságban. 

## Fekvése
Bosznia-Hercegovina északi részén, Banja Lukától légvonalban 35, közúton 50 km-re keletre, községközpontjától légvonalban 5, közúton 11 km-re délnyugatra, a Ljubić-hegység északnyugati részén, a Vijaka és a Drenovica patakok mentén, 164-342 méteres tengerszint feletti magasságban található. 

## Népessége
| Nemzetiségi csoport | Népesség 1991 | Népesség 2013 |
| ------------------- | ------------- | ------------- |
| Szerb               | 540           | 426           |
| Bosnyák             | 0             | 0             |
| Horvát              | 280           | 23            |
| Jugoszláv           | 15            | 0             |
| Egyéb               | 29            | 10            |
| Összesen            | 864           | 459           |

## Története
A régészeti leletek tanúsága szerint a település területén már az őskorban éltek emberek. A Vijaka feletti enyhe dombon létezett emberi település az őskőkorszakban virágzott. A Mravica és a Vijaka összefolyásánál két ősi vár maradványait is megtalálták, melyek közül az egyik a késő bronzkorban, a másik pedig a késő középkorban épült.
A mai település keletkezésére vonatkozóan nincs forrás. 1878-ig tartozott az Oszmán Birodalomhoz, ekkor a berlini kongresszus határozata alapján az Osztrák-Magyar Monarchia része lett. 1879-ben az első osztrák-magyar népszámlálás során a Prnjavori járáshoz tartozó településnek 32 háztartása és 330 ortodox lakosa volt.
1892-től az osztrák uralom, alá került Dél-Lengyelországból és Nyugat-Galíciából számos lengyel és ukrán család települt itt le. A jobbágyok helyzete Lengyelországban, különösen Krakkó környékén nagyon nehéz volt. Amikor az osztrák hatóságok felhívást küldtek, hogy ha a lengyelek Boszniába akarnak menni, ingyen földet kaphatnak, a lengyel jobbágyok küldöttségüket Boszniába küldték. Amikor a delegáció jó hírekkel tért vissza, egyre többen jelentkeztek, hogy Boszniába települnek. Galícia ugyancsak Ausztria fennhatósága alá tartozott, onnan görög katolikus ukránok (ruszinok) vándoroltak be Bosznia-Hercegovinába. Bár termőföldet ígértek nekik, a korábban beköltözött lakosok által elfoglalt termőföld híján az ukránok többnyire megművelhetetlen területekre települtek.
1910-ben a Prnjavori járáshoz tartozó településen 72 háztartást, 345 ortodox, 142 római katolikus, 1 görög katolikus és 1 muszlim lakost találtak. A monarchia szétesésével 1918-ban előbb a Szerb-Horvát-Szlovén Királyság, majd 1929-től a Jugoszláv Királyság része. 1921-ben a községnek 90 háztartása és 508 lakosa volt. Az 1929-es törvény értelmében, amikor Bosznia-Hercegovinát négy banovinára, Drinskára, Vrbaskára, Zetskára és Primorskára osztották, a település a Vrbaska banovina része lett, amelynek székhelye Banja Luka volt Jugoszlávia megszállása után a Független Horvát Állam (NDH) része lett. A második világháború után a település a szocialista Jugoszláviához tartozott. A háború után a lengyel lakosság visszatelepült Lengyelországba, míg az ukránok nagy része a Vajdaság és Szlavónia nagyobb településeire költözött. A daytoni békeszerződést követő területfelosztásnál a település Prnjavor község részeként a Szerb Köztársaság területéhez került.

## Nevezetességei

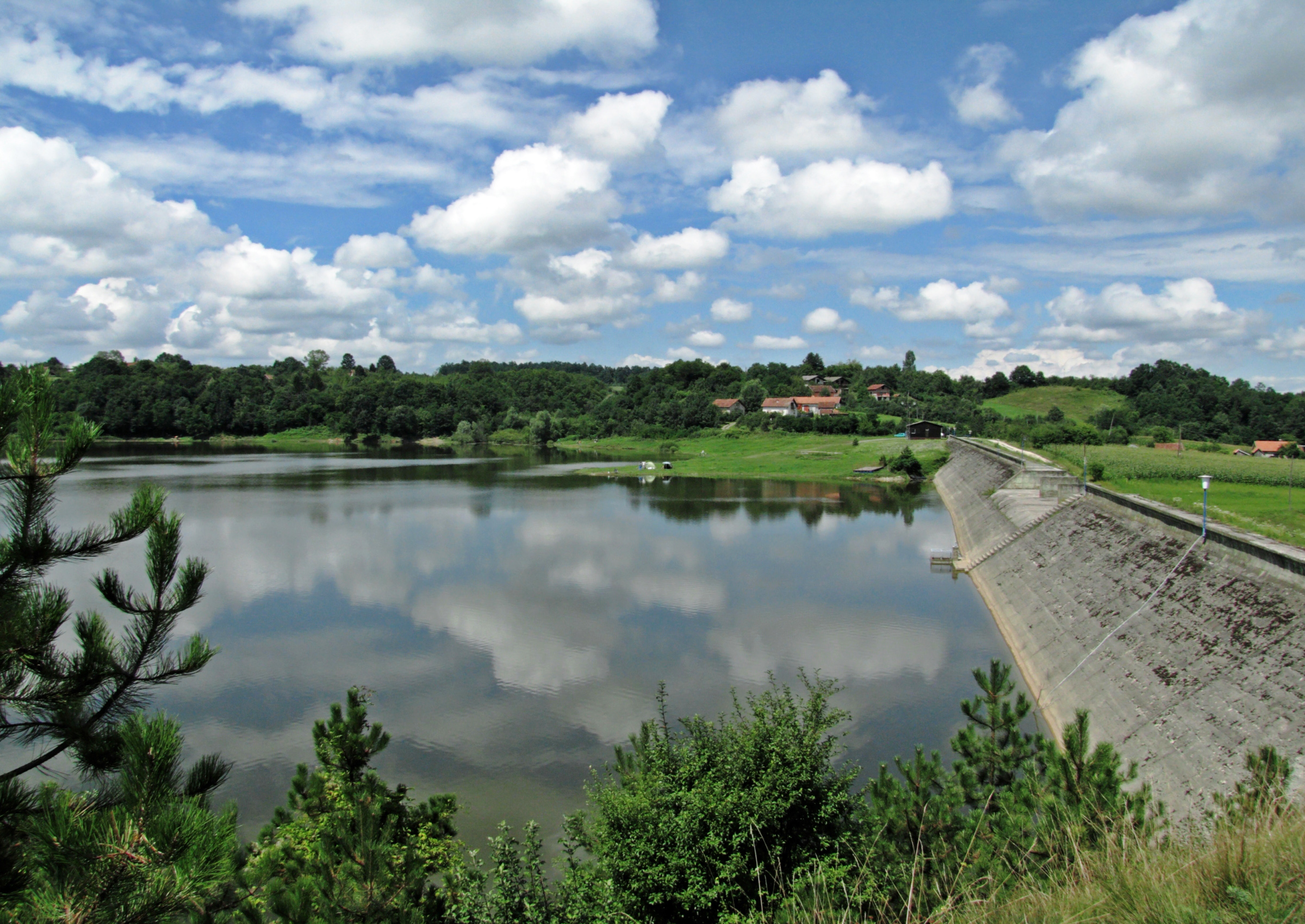
A Drenova-tó völgyzáró gátja

- A település természeti látványossága a Drenova-tó. A tó 1978-ban keletkezett, amikor a Vijaka-patakot a Drenovica torkolatánál gáttal rekesztették el. A tó érintetlen természeti környezetben, Drenova és Donji Vijačani falvak között található. A tó mentén padok és asztalok találhatók, környéke pihenésre, grillezésre és horgászatra kiválóan alkalmas. Tűlevelű fák veszik körül, ami különleges megjelenést kölcsönöz neki. Átlagosan mintegy 5 m mélységű, pontyban, süllőben, harcsában és amurban gazdag.[9]

- Donja Gradina – késő középkori erődítmény maradványai a Mravica-patak Vijakába torkollása feletti magaslaton találhatók. A vár platóját két méter széles árok választotta el a hegy többi részétől, mely felett mészhabarccsal kötött, tört kövekből épített, fal húzódott.[4]

- Gornja Gradina – őskori erődítmény maradványai a Mravica-patak Vijakába torkollása feletti meredek oldalú magaslaton. A vár platóján nem maradt fenn a kultúrréteg, de régebben kerámia és fém tárgyakból származó töredékeket találtak ezen a helyen. A magaslat lábánál több kerámiatöredék került elő, melyek alapján az erődítmény korát a késő bronzkorban és a kora vaskorban határozták meg.[4]

- Polje – őskori település maradványai a Vijaka bal partja feletti lankás magaslaton, melyet az itt talált őskori kovakőtöredékek alapján azonosítottak. Korát az őskőkorszakra (paleolitikum) tették.[4]